# ハルナックの原理
数学の複素解析の分野におけるハルナックの原理（ハルナックのげんり、英: Harnack's principle）あるいはハルナックの定理とは、調和函数列の収束と密接に関連した原理の一つであり、ハルナックの不等式より従う。
函数 {\displaystyle u_{1}(z)}, {\displaystyle u_{2}(z)}, ... が複素平面 C のある開連結部分集合 {\displaystyle G} において調和的であり、{\displaystyle G} 内のすべての点において
{\displaystyle u_{1}(z)\leq u_{2}(z)\leq ...}
が成立するなら、極限
{\displaystyle \lim _{n\to \infty }u_{n}(z)}
はその領域 {\displaystyle G} のすべての点において無限大であるか、すべての点において有限であるかのいずれかである。それらいずれの場合も、収束は {\displaystyle G} の各コンパクト部分集合について一様である。後者の場合、函数
{\displaystyle u(z)=\lim _{n\to \infty }u_{n}(z)}
は集合 {\displaystyle G} において調和的となる。